# Mary Katherine Campbell

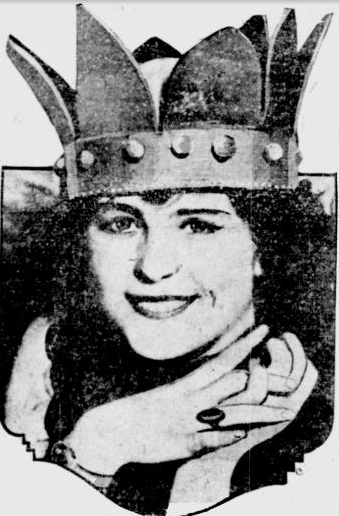
Mary Campbell

Mary Katherine Campbell (* 20. Mai 1906 in Columbus, Ohio; † 3. Mai 1990) war 1922 und 1923 die zweite und dritte Miss America.

## Leben und Wirken
Mary Campbell beendete im Februar 1922 die High School und erhielt ihr Diplom. Kurz darauf wurde sie gegen eine Auswahl von 170 weiteren Damen zur Miss Columbus gewählt und gewann darauf die Inter-City-Wahlen in Atlantic City und anschließend den Titel der Miss America. Es war das letzte Jahr, in dem Amateure und professionelle Models sich in verschiedenen Events um den Titel der Miss America bewarben.
1923 gewann sie nochmals die Wahlen zur Miss America und war somit die erste Miss America mit einem High-School-Abschluss und bis heute die einzige „Miss“, die den Titel zweimal erringen konnte.